# Ishania mundella
Ishania mundella är en spindelart som först beskrevs av Willis J. Gertsch och Davis 1940.  Ishania mundella ingår i släktet Ishania och familjen Zodariidae. Inga underarter finns listade i Catalogue of Life.